# توم برايس (أستراليا الغربية)
توم برايس هي بلدة، في أستراليا، تقع في أستراليا الغربية، بلغ عدد سكانها 3,005  نسمة وذلك حسب إحصائيات سنة 2016، رمزها البريدي هو 6751.

## معرض صور

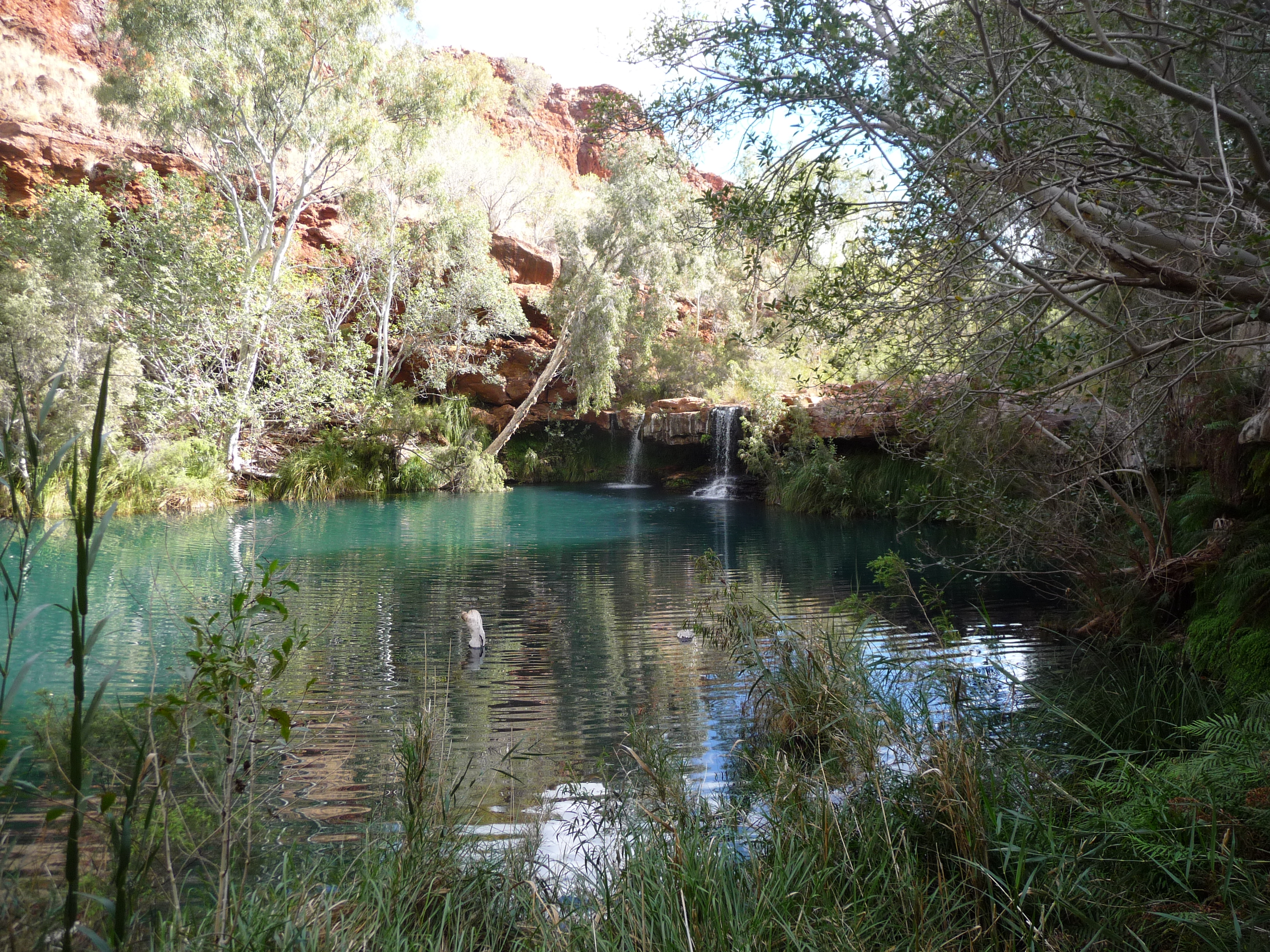
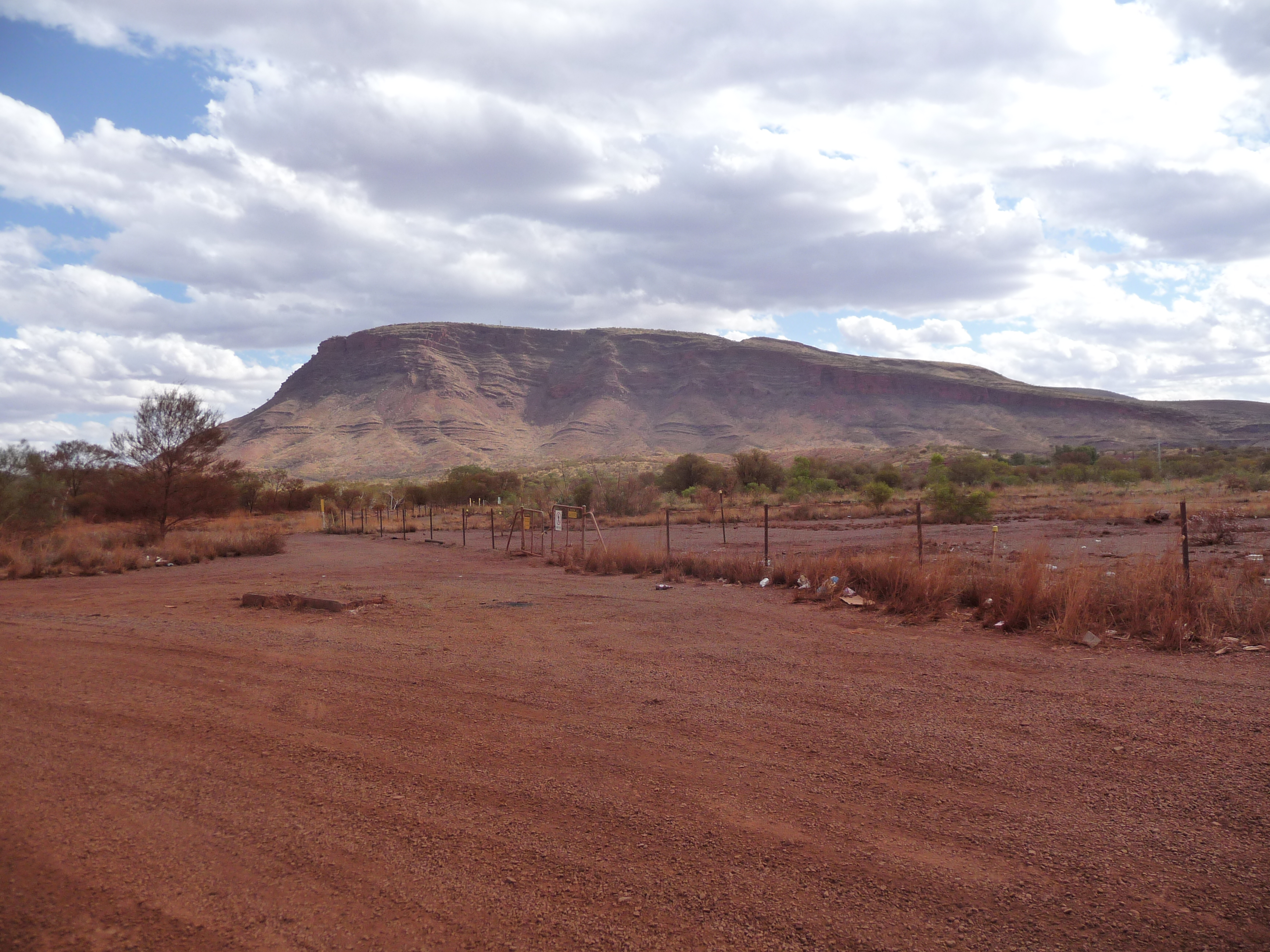
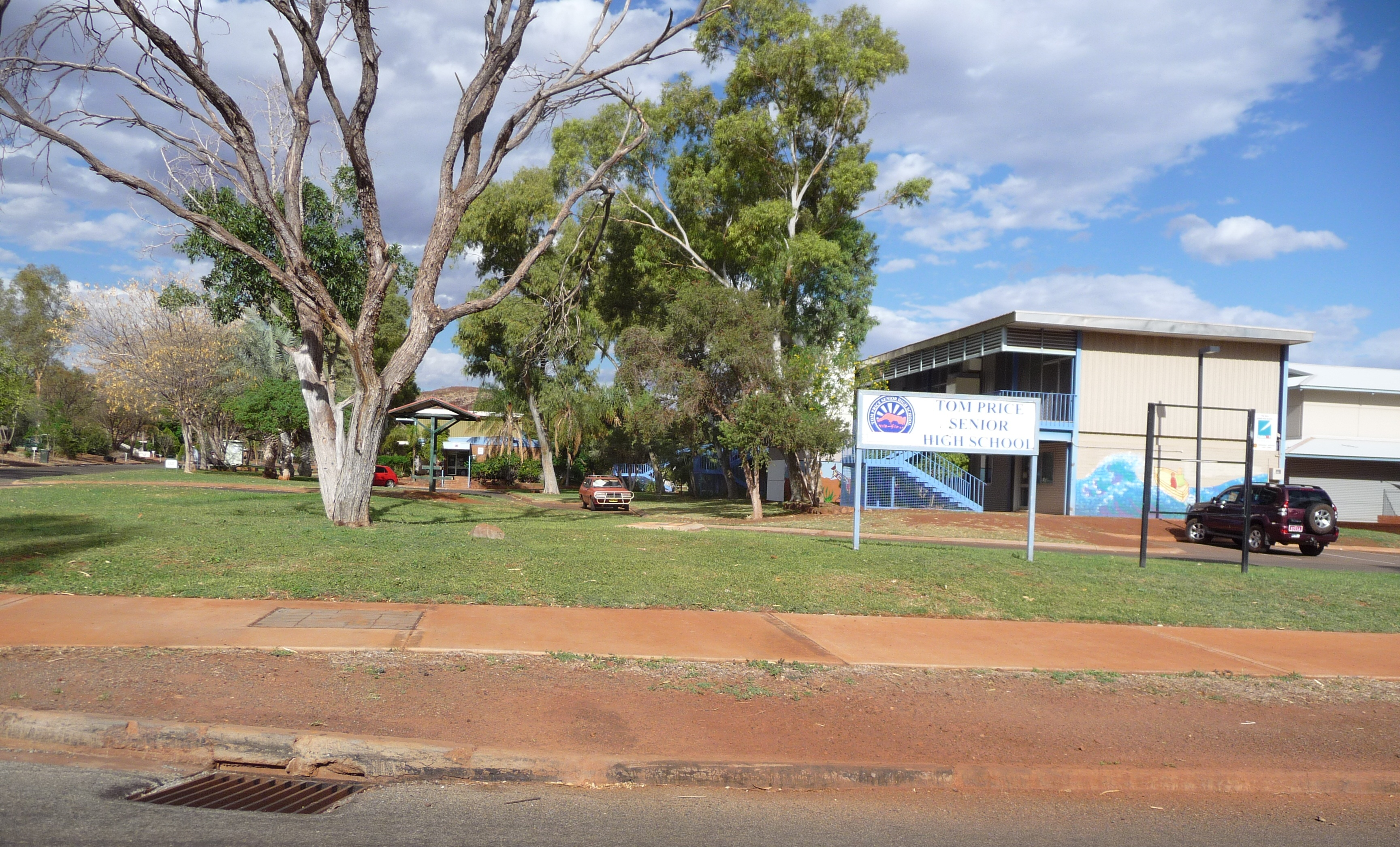